# Limonade (Haïti)
Pour les articles homonymes, voir Limonade (homonymie).
Limonade (créole haïtien : Limonad) est une commune d'Haïti située dans le département du Nord et dans l'arrondissement de Cap-Haïtien.
Maire principal depuis 2016 : Gesner Dieudonné. La ville accueille le plus grand site de traitement de déchets en Haïti, situé à Mouchinette, une petite localité à l'Est de la ville. Ressources humaines qualifiées : plus de 150 spécialistes en aménagement du territoire, environnement, urbanisme et services municipaux depuis fin de l'année 2016. Limonade est de nos jours une ville très mouvementée par son économie et ses ressources humaines qualifiées.

## Démographie
La commune est peuplée de 60 000 habitants (recensement par estimation de 2016, IHSI).

## Histoire
Le 24 décembre 1492, lors du premier voyage du Christophe Colomb, son navire amiral, la Santa Maria, fait naufrage au large de l'actuelle localité appelée Bord de Mer. Grâce aux hommes de la tribu du cacique du Marien, Guacanagarix, que Colomb avait rencontré l'avant-veille, la plus grande partie de la cargaison fut débarquée sur la terre ferme.

Dans l'impossibilité d'emmener tous les hommes de son équipage sur les deux navires qui lui restaient, le navigateur prit alors la décision d'implanter le premier établissement européen permanent du continent américain, baptisé la Navidad, qui a été localisé sur le site de l'actuel village d'En Bas Saline.

Sur les 39 hommes laissés sur place dans un petit fortin édifié avec le bois du navire échoué, aucun n'aura survécu avant le retour de Colomb année suivante. La brutalité et l'avidité des nouveaux colons aurait conduit les Taïnos à les massacrer par vengeance.

Des fouilles, effectuées depuis 1979 par les archéologues américains, ont permis de confirmer la présence des colons espagnols sur le site du village d'En Bas saline.
Les Espagnols nommèrent ce lieu « Puebla Limon » en raison de la présence de nombreux citronniers.
Vers 1670, le gouverneur général de Saint-Domingue, Bertrand d'Ogeron de La Bouëre, fait exécuter une ordonnance royale donnant l’ordre de construire le quartier du Cap et de Limonade. En 1676, la ville de Limonade, construite par Bertrand d'Ogeron de La Bouëre, recevait ses habitants.
Le 21 janvier 1691, Limonade est le théâtre d'un important affrontement entre Français et Espagnols. En représailles de l'attaque et de la destruction de Santiago (Saint-Yague, dans la partie orientale de l'île) en juin 1690, trois mille Espagnols attaquent les Français. La bataille fait plus de 300 victimes chez les Français, dont Pierre-Paul Tarin de Cussy et Francois Depardieu de Franquesnay (Famille de Pardieu) tous deux anciens gouverneurs de l'île de la Tortue.
Après le Traité de Rijswick en 1697, par lequel l'Espagne reconnaît l'occupation par la France de la partie ouest de Saint-Domingue, Limonade connaît un développement rapide : les sucreries s'y multiplient, en même temps que commence l'importation d'esclaves d'Afrique.

## Administration
La commune est composée de la ville de Limonade, du quartier de Bord de Mer de Limonade et de trois sections communales :
- Basse Plaine (dont le quartier du « Bord-de-Mer de Limonade ») ;
- Bois de Lance
- Roucou

## Enseignement

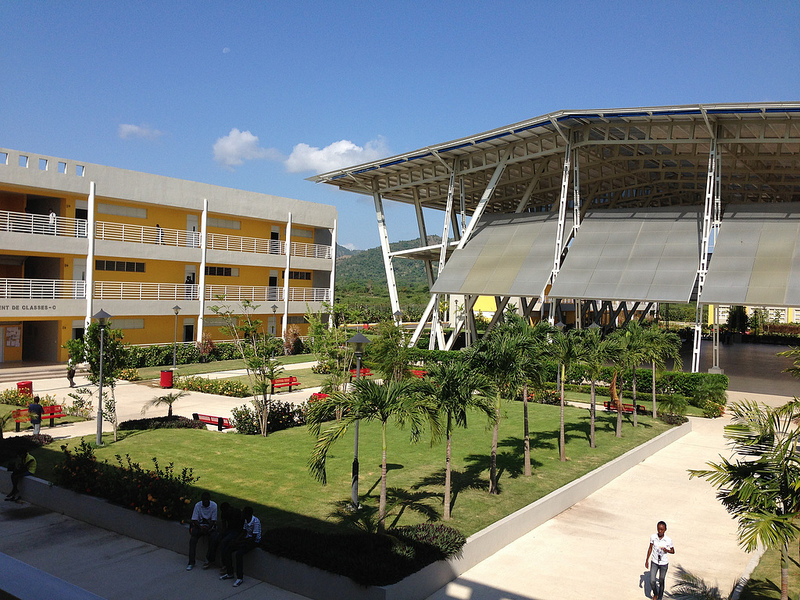
Université Roi Henri Christophe, à Limonade

L'Université Roi Henri Christophe, un nouveau campus de l'Université d'État d'Haïti dans l'agglomération de Cap-Haïtien, a été inauguré le 12 janvier 2012 sur la commune, après plus de 17 mois de travaux (première pierre posée le 31 juillet 2010). Financé en part par la République dominicaine, il accueille 10 000 étudiants dans ce qui est considéré comme l'infrastructure universitaire la plus moderne d'Haïti. Celle-ci est composée de plusieurs bâtiments de trois étages comportant : 72 salles de classe pour 30 étudiants chacune, une bibliothèque, des salles de réunions, des laboratoires informatiques, comptables, scientifiques, ainsi que des installations académiques, administratives et récréatives.

## Personnalités liées à la ville
- Charles Fournier de la Chapelle (1714-1779), magistrat français
- François Budan de Boislaurent (1761-1840), mathématicien français
- François Capois (1766-1806), héros de la révolution haïtienne
- Les hommes de lettres Michel Paul Guy de Chabanon, de l'Académie française, et son frère Charles-Antoine Chabanon de Maugris sont nés à Limonade où leur père possédait une exploitation